# Ofiofagia

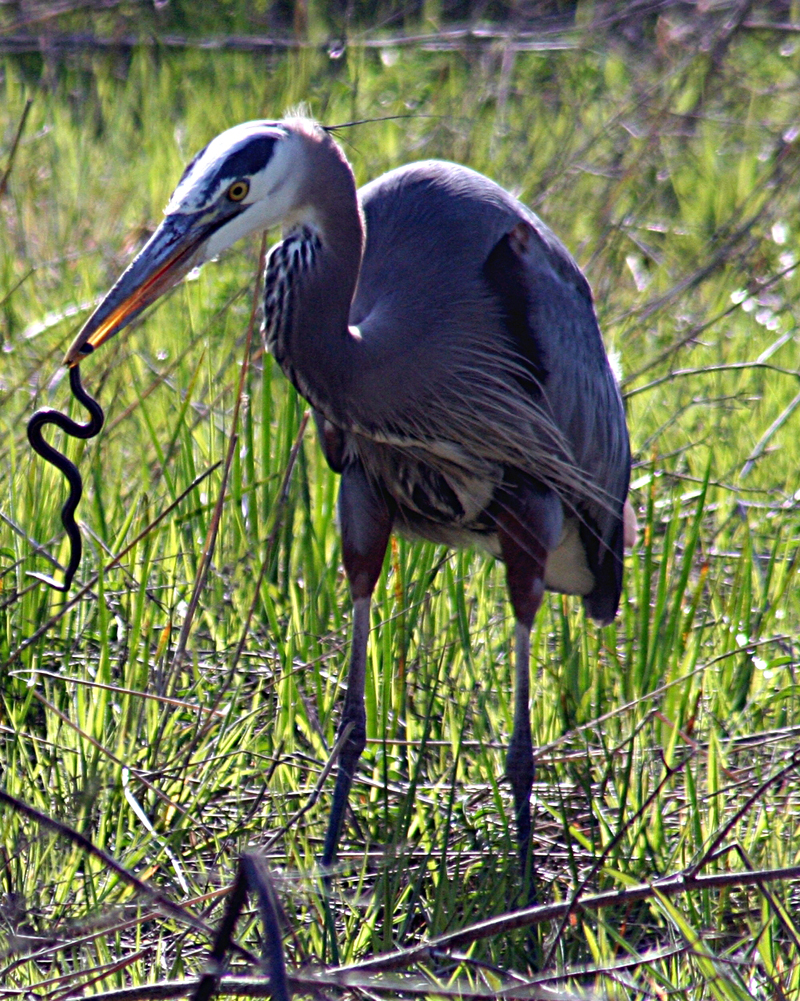
Garça-azul-grande com uma serpente.

Ofiofagia (do grego ὄφις + φαγία, ‘comer serpentes’) é uma forma especializada de alimentação ou comportamento alimentar de animais que caçam e comem serpentes. 
Há mamíferos ofiófagos (como as doninhas-fedorentas e os mangustos), aves (como Accipitridae, ave-secretário e alguns falcões), lagartos (como Crotaphytus collaris) e ainda outras serpentes, como a centro-sul-americana muçurana e a Lampropeltis getula. O nome do género da venenosa cobra-real (Ophiophagus hannah) provém deste hábito.

## Espécies ofiofágicas

### Mamíferos
Os mamíferos que se alimentam de cobras venenosas incluem vários gambás (Didelphidae), pelo menos dois ouriços (Erinaceidae), vários mangustos (Herpestidae), vários mustelídeos e alguns camgambás.
As adaptações dos mamíferos para a ofiofagia parecem consistir apenas na capacidade de resistir aos efeitos tóxicos do veneno, como fatores séricos neutralizantes de toxinas e mudanças adaptativas em moléculas direcionadas ao veneno.

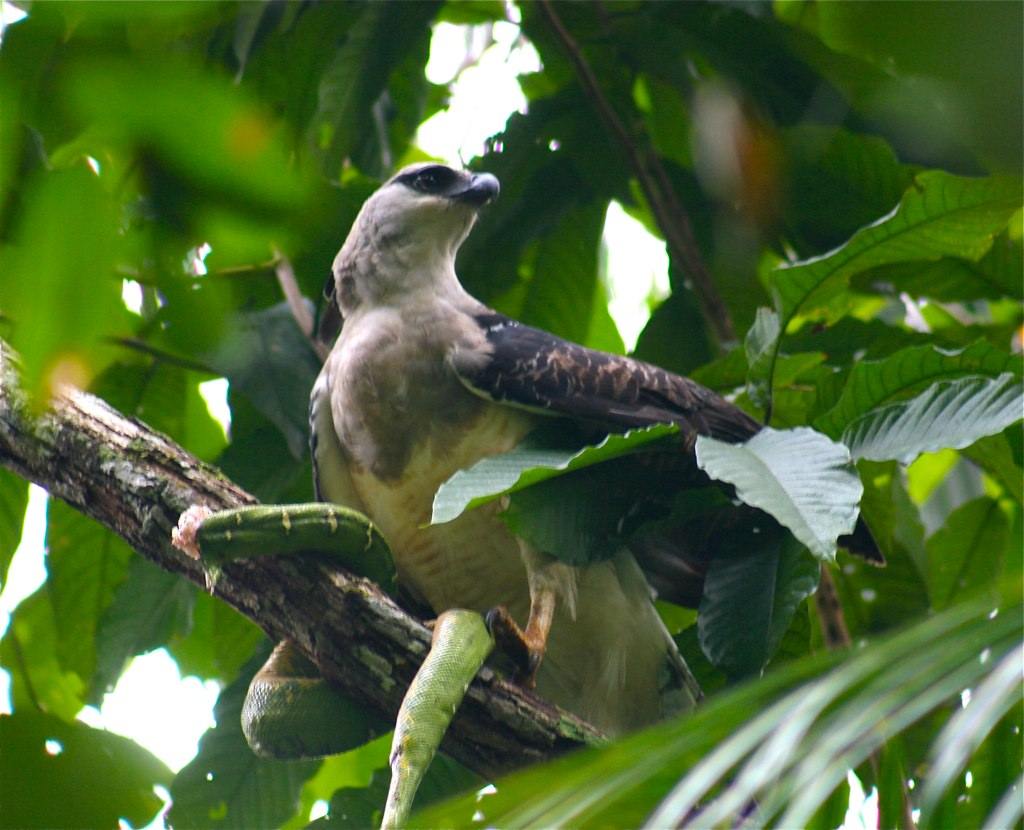
Morphnus guianensis com sua presa Corallus caninus.

### Aves
Um resumo publicado em 1932 relaciona cerca de uma centena de espécies de aves ofiófagas. Todavia, a lista menciona vários ofiófagos muito ocasionais (aves marinhas, patos, picanços, etc.) sem excluir possíveis casos de necrofagia. Aves de rapina como águias, falcões, corujas e aves secretário se alimentam de serpentes, assim como seriemas e emas. 
Embora muitas aves ocasionalmente se alimentem de serpentes, as espécies verdadeiramente especializadas são raras: todas pertencem ao grupo das aves de rapina. Especificamente, as aves do gênero Circaetus e as espécies Herpetotheres cachinnans e Terathopius ecaudatus são classificadas como ofiófagas especializadas. Em algumas regiões, por exemplo, as serpentes podem representar mais de 95% da dieta da águia-cobreira, seja em peso ou em número de presas.

### Répteis
Muitos lagartos grandes podem consumir serpentes. Este tipo de presa está no cardápio de cerca de quinze lagartos-monitores. A maioria desses lagartos consomem predominantemente invertebrados; quando capturam vertebrados, geralmente são outros lagartos, com as cobras geralmente sendo apenas presas ocasionais. No entanto, dois lagartos monitores são considerados ofiófagos regulares, se não especializados: Varanus indicus e, especialmente, Varanus griseus.
Muitas espécies de serpente são capazes de atacar e ingerir outras serpentes, em particular juvenis de outras espécies ou até mesmo da sua própria espécie (canibalismo). As serpentes do gênero Lampropeltis (família Colubridae) consomem regularmente outras pequenas cobras, embora também se alimentem de pequenos mamíferos. A cobra-real é um ofiófago estrito, embora possa se alimentar de outras presas se estiver em falta de alimento. Algumas espécies desenvolveram imunidade total ou parcial aos venenos de outras serpentes, permitindo-lhes atacar espécies venenosas (o caso de muitos Lampropeltis, por exemplo).

### Tubarões
Algumas grandes tubarões pertencentes às famílias Carcharhinidae e Lamnidae são ocasionalmente ofiófagos. Localmente, e particularmente na Nova Caledônia e Austrália, as cobras do mar (Hydrophiidae) podem constituir grande parte da dieta do tubarão-tigre. Essas presas são dominantes (50%) na dieta de tubarões jovens (comprimento inferior a 1,65 m), mas representam apenas 5% da dieta dos indivíduos maiores (mais de 2,60 m). O tubarão-tigre é considerado o maior predador de cobras do mar nessa região do Pacífico.

## Usos práticos

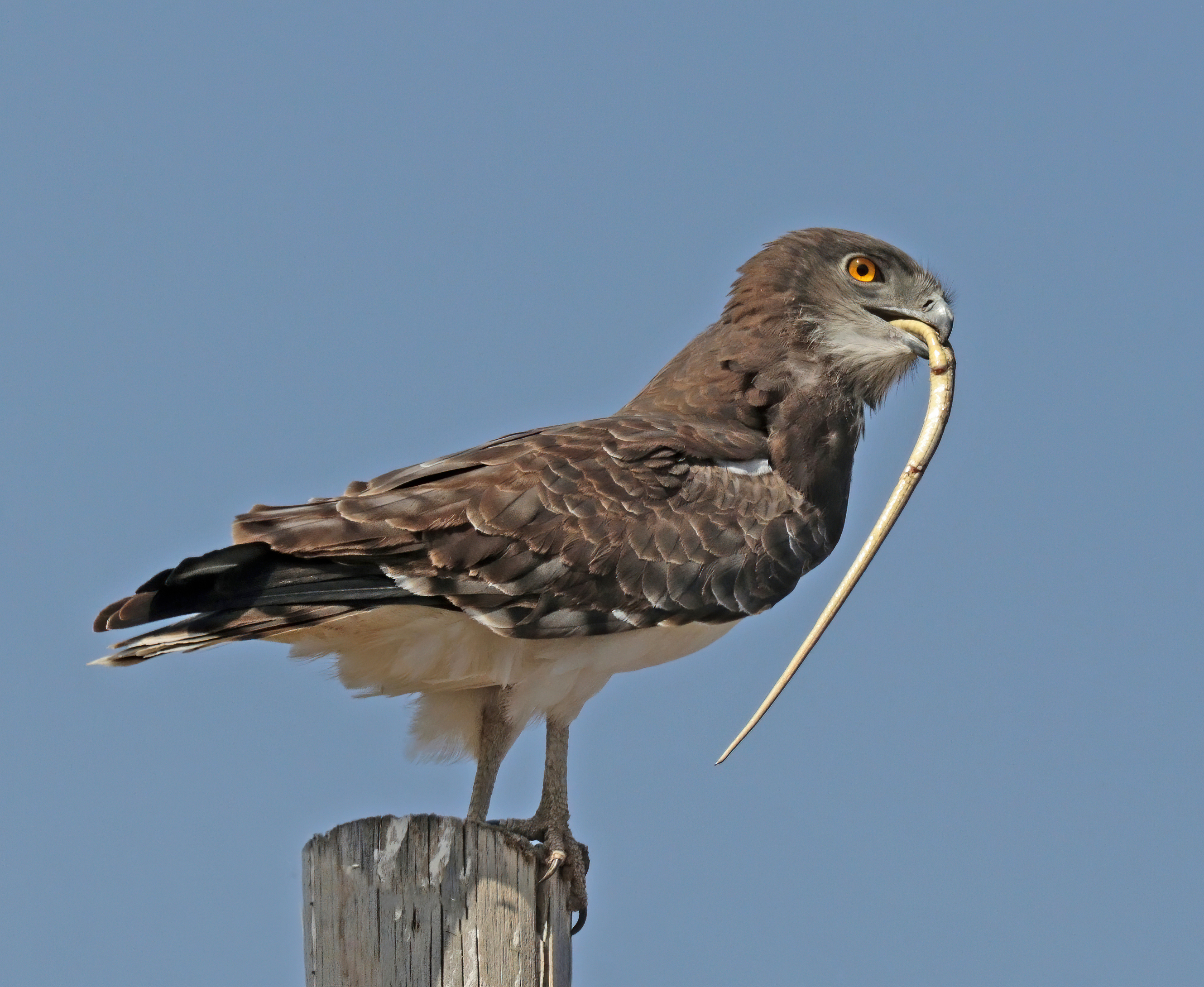
Circaetus pectoralis com presa serpente.

Em algumas regiões, os agricultores criam animais ofiófagos como animais domésticos para manter o ambiente livre de serpentes como cobras e Crotalinae (incluindo as serpentes-cascavel e jaracacas), que anualmente matam grandes quantidades de animais domésticos, como gado, e atacam pessoas. Por exemplo, os mangustos são semi-domesticados na Índia há milênias. Em outras partes do mundo, como no Havaí, o mangusto-de-java (Herpestes javanicus) também foi introduzido para controlar as populações de ratos e serpentes em áreas rurais. No entanto, tornou-se em uma espécie invasora por se alimentar de aves e répteis nativos. O pavão-indiano também é mantido há milênios devido ao seu hábito ofiófago.
Na década de 1930, um plano brasileiro para criar e soltar um grande número de muçuranas para controlar crótalos foi testado, não apresentando resultados.[carece de fontes?]A muçurana (Clelia clelia) é o símbolo oficial do Instituto Butantan, em São Paulo, que se especializa na produção de soro antiofídico, como um tributo à sua importância como predador natural de outras serpentes, incluindo as venenosas.

## Imunidade
Muitos animais ofiófagos aparentam possuir algum tipo de imunidade ao veneno das serpentes que caçam e das que se alimentam habitualmente. O fenómeno foi estudado na muçurana pelo cientista brasileiro Vital Brazil (1865-1950). Estas serpentes têm anticorpos anti-hemorrágicos e anti-neurotóxicos no sangue. 
Descobriu-se que o opossum-da-virgínia (Didelphis virginiana) tem a maior resistência ao veneno de serpente. Esta imunidade não é adquirida e evoluiu provavelmente como adaptação à predação por serpentes venenosas no seu habitat.
Os mangustos são muito ágeis e possuem certa resistência ao veneno de serpentes. Estudos recentes demonstraram que sua resistência é, pelo menos em parte, devido ao seu receptor nicotínico de acetilcolina modificado (AcChoR), que não se liga a alfa-BTX e alfa-neurotoxina, conferindo resistência aos efeitos neurotóxicos do veneno.